# وای‌جی انترتینمنت
وای‌جی انترتینمنت (انگلیسی: YG Entertainment; کره‌ای: YG 엔터테인먼트) یک شرکت سرگرمی واقع در کره جنوبی است که در سال ۱۹۹۶ توسط یانگ هیون سوک تأسیس شده‌است. این شرکت به عنوان یک ناشر موسیقی، آژانس استعداد، شرکت تولید موسیقی، مدیریت رویداد و شرکت تولید کنسرت و انتشارات موسیقی فعالیت می‌کند. علاوه بر این، این شرکت تعدادی از شرکتهای تابعه را تحت یک شرکت بازرگانی جداگانه با عنوان وای‌جی پلاس اداره می‌کند که شامل یک خط لباس، یک آژانس مدیریت گلف و یک برند لوازم آرایشی است.

## هنرمندان
گروه‌ها
- Sechs Kies
- بیگ بنگ(Big Bang)
- وینر(Winner)
- بلک‌پینک(Black pink)
- بیبی‌مانستر(Baby Monster)
- توانی وان(2ne1)
- تِرِژِر(Treasure)

دوتایی‌ها
- جی دی & تی.او. پی
- آکمو
- جی دی X ته‌یانگ

هنرمندان مستقل
- سومی